# Rouperroux-le-Coquet
Ne doit pas être confondu avec Rouperroux ou Château de Rouperroux.
Rouperroux-le-Coquet est une commune française, située dans le département de la Sarthe en région Pays de la Loire, peuplée de 270 habitants.
Bien que située dans la région naturelle du Perche sarthois, la commune fait partie de la province historique du Maine.

## Géographie
|            | Saint-Cosme-en-Vairais |                   |
| Courcival  | Rouperroux-le-Coquet   | Nogent-le-Bernard |
| Terrehault | Bonnétable             |                   |

### Lieux-dits et écarts
- Guémançais (orthographié Gué-Mançais sur le cadastre de 1835), l'Ardrillère, le Domaine.

### Climat
Pour des articles plus généraux, voir Climat des Pays de la Loire et Climat du Val-d'Oise.
En 2010, le climat de la commune est de type climat océanique dégradé des plaines du Centre et du Nord, selon une étude du CNRS s'appuyant sur une série de données couvrant la période 1971-2000. En 2020, Météo-France publie une typologie des climats de la France métropolitaine dans laquelle la commune est exposée à un climat océanique altéré et est dans une zone de transition entre les régions climatiques « Normandie (Cotentin, Orne) » et « Moyenne vallée de la Loire ». 
Pour la période 1971-2000, la température annuelle moyenne est de 10,5 °C, avec une amplitude thermique annuelle de 14,2 °C. Le cumul annuel moyen de précipitations est de 693 mm, avec 11,4 jours de précipitations en janvier et 7,3 jours en juillet. Pour la période 1991-2020, la température moyenne annuelle observée sur la station météorologique de Météo-France la plus proche, « Deauville », sur la commune de Deauville à 5 363 km à vol d'oiseau, est de 0,0 °C et le cumul annuel moyen de précipitations est de 0,0 mm,. Pour l'avenir, les paramètres climatiques de la commune estimés pour 2050 selon différents scénarios d'émission de gaz à effet de serre sont consultables sur un site dédié publié par Météo-France en novembre 2022.

## Urbanisme

### Typologie
Au 1er janvier 2024, Rouperroux-le-Coquet est catégorisée commune rurale à habitat très dispersé, selon la nouvelle grille communale de densité à sept niveaux définie par l'Insee en 2022.
Elle est située hors unité urbaine et hors attraction des villes,.

### Occupation des sols
L'occupation des sols de la commune, telle qu'elle ressort de la base de données européenne d’occupation biophysique des sols Corine Land Cover (CLC), est marquée par l'importance des territoires agricoles (93,1 % en 2018), une proportion identique à celle de 1990 (93,1 %). La répartition détaillée en 2018 est la suivante : 
prairies (48,8 %), terres arables (39,7 %), forêts (4,8 %), zones agricoles hétérogènes (4,6 %), zones urbanisées (2,1 %). L'évolution de l’occupation des sols de la commune et de ses infrastructures peut être observée sur les différentes représentations cartographiques du territoire : la carte de Cassini (XVIIIe siècle), la carte d'état-major (1820-1866) et les cartes ou photos aériennes de l'IGN pour la période actuelle (1950 à aujourd'hui).

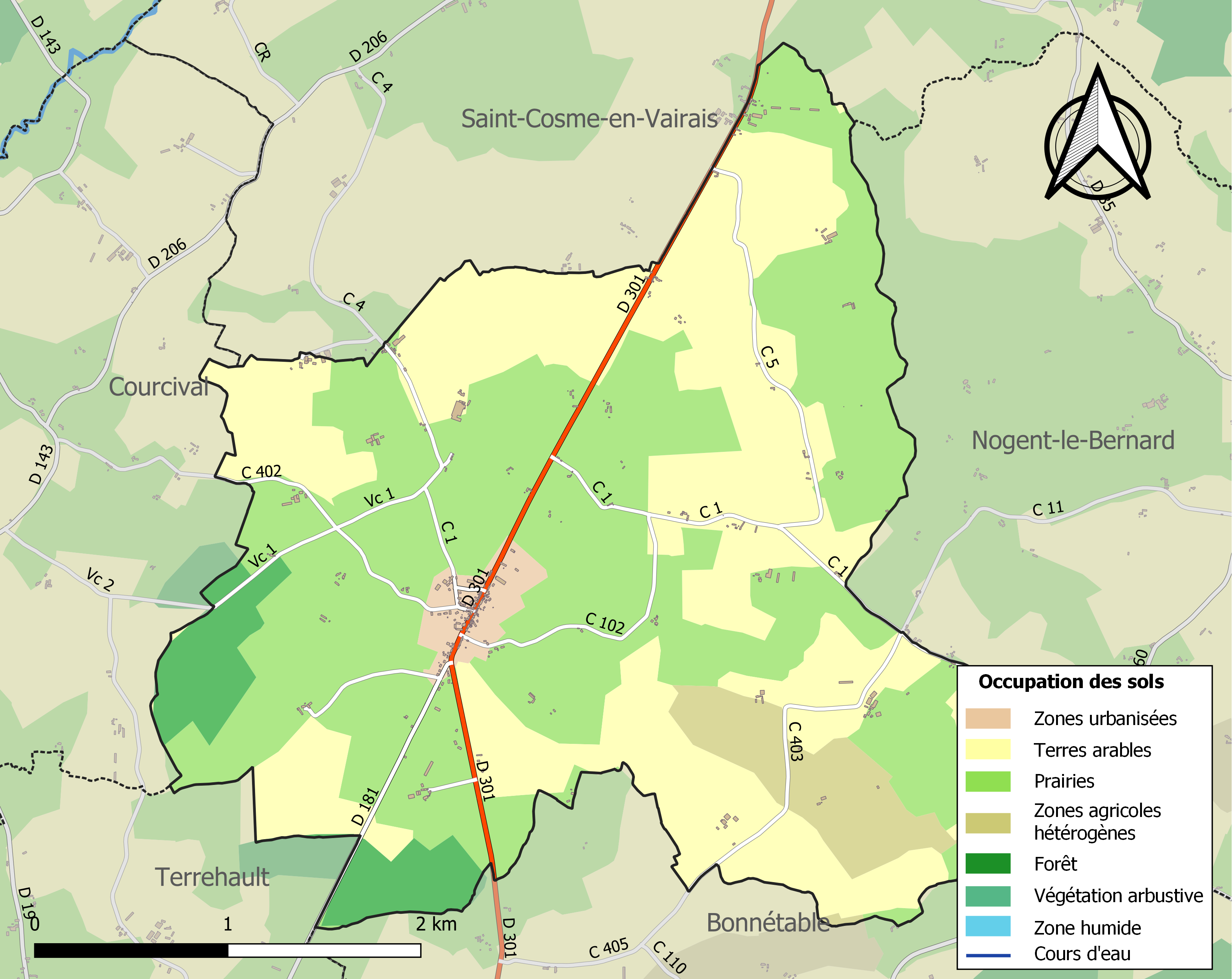
Carte des infrastructures et de l'occupation des sols de la commune en 2018 (CLC).

## Toponymie
D’après Gendron, le toponyme s’écrivait Rivus Petrosus en 873 et, d’après Dauzat et Rostaing, in rivo Petroso vers 832-857. La première partie de ces toponymes serait issue du latin rivus qui désigne un ruisseau, et la seconde partie du latin petrus qui désigne la pierre, ou plutôt de son dérivé petrosus qui signifie « pierreux ». On aurait donc un village implanté au bord d’un ruisseau pierreux. C'est en 1894 que le qualificatif de Coquet a officiellement été accolé au nom de Rouperroux.
Le village est situé sur l'ancienne voie romaine Le Mans-Evreux. La ligne droite démarre au guémancais (Gué Mansais) et se poursuit vers Terrehault en empruntant la voie nommée "chemin vert" à la sortie vers Bonnétable.
Le gentilé est Coqueroupéen.

## Histoire
L'église de Rouperroux, mentionnée en 1405, est vers 1508 à la présentation du seigneur de paroisse.
Le village s'est développé avant le milieu du Moyen Age sur la rive nord du ruisseau (ancienne limite seigneuriale ?).
En 1747-1748, le village présente un bâti discontinu d'une trentaine d'édifices,

## Politique et administration
| Période                                  | Période   | Identité          | Étiquette | Qualité     |
| ---------------------------------------- | --------- | ----------------- | --------- | ----------- |
| 1971                                     | mars 2014 | Georges Champclou | SE        | Retraité    |
| mars 2014                                | En cours  | Pascal Champclou  | SE        | Agriculteur |
| Les données manquantes sont à compléter. |           |                   |           |             |

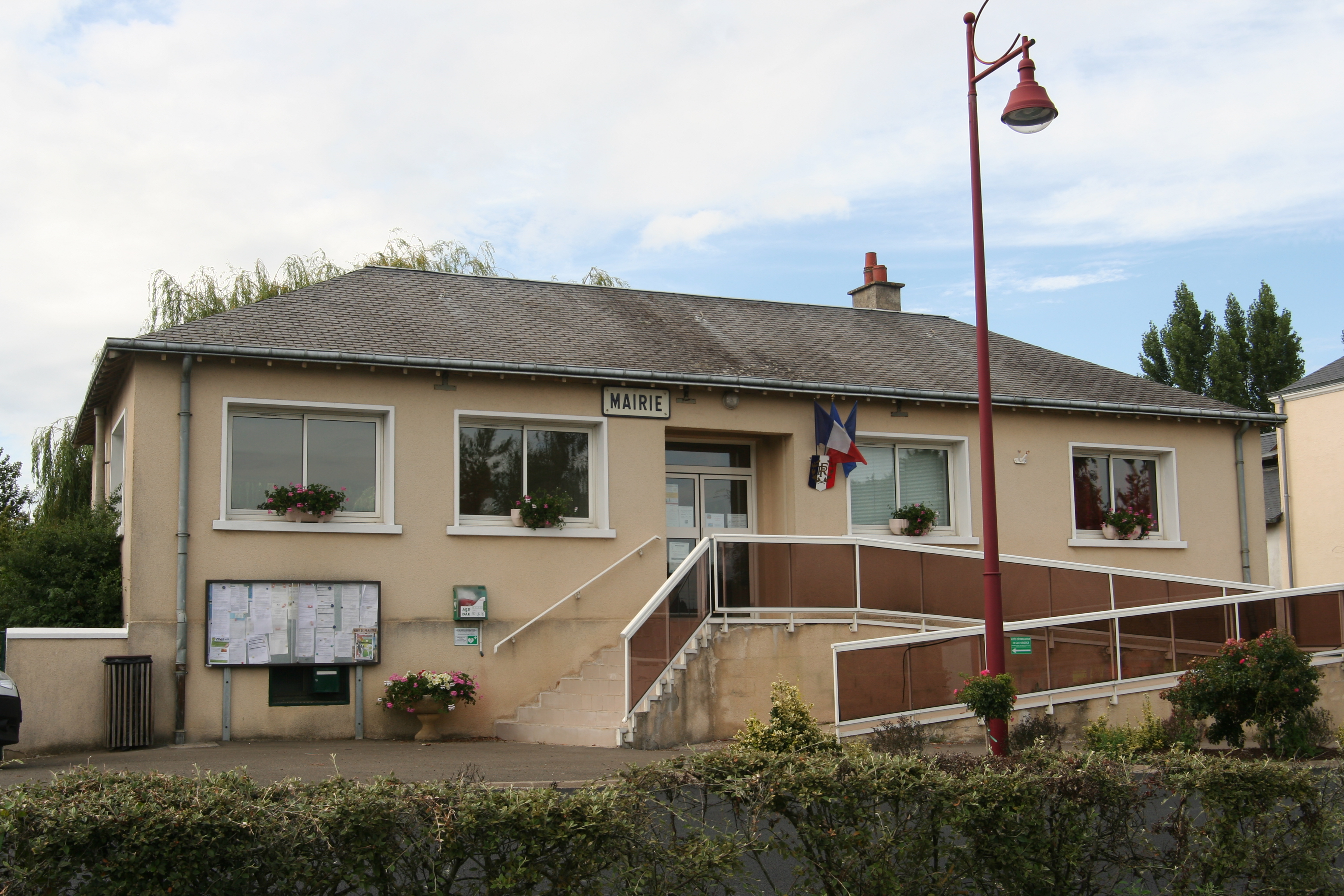
La mairie.

Le nombre d'habitants, au dernier recensement, étant compris entre 100 et 499, le nombre de membres du conseil municipal est de 11.

## Démographie
L'évolution du nombre d'habitants est connue à travers les recensements de la population effectués dans la commune depuis 1793. Pour les communes de moins de 10 000 habitants, une enquête de recensement portant sur toute la population est réalisée tous les cinq ans, les populations de référence des années intermédiaires étant quant à elles estimées par interpolation ou extrapolation. Pour la commune, le premier recensement exhaustif entrant dans le cadre du nouveau dispositif a été réalisé en 2007.
En 2022, la commune comptait 270 habitants, en évolution de −8,78 % par rapport à 2016 (Sarthe : −0,25 %, France hors Mayotte : +2,11 %).
En 1836, Rouperroux comptait 761 habitants.
| 1793 | 1800 | 1806 | 1821 | 1831 | 1836 | 1841 | 1846 | 1851 |
| ---- | ---- | ---- | ---- | ---- | ---- | ---- | ---- | ---- |
| 598  | 511  | 636  | 662  | 683  | 761  | 721  | 722  | 690  |

| 1856 | 1861 | 1866 | 1872 | 1876 | 1881 | 1886 | 1891 | 1896 |
| ---- | ---- | ---- | ---- | ---- | ---- | ---- | ---- | ---- |
| 644  | 692  | 653  | 589  | 598  | 564  | 570  | 557  | 585  |

| 1901 | 1906 | 1911 | 1921 | 1926 | 1931 | 1936 | 1946 | 1954 |
| ---- | ---- | ---- | ---- | ---- | ---- | ---- | ---- | ---- |
| 576  | 535  | 521  | 427  | 465  | 474  | 413  | 429  | 403  |

| 1962 | 1968 | 1975 | 1982 | 1990 | 1999 | 2006 | 2007 | 2012 |
| ---- | ---- | ---- | ---- | ---- | ---- | ---- | ---- | ---- |
| 394  | 347  | 337  | 300  | 263  | 277  | 319  | 325  | 313  |

| 2017 | 2022 | - | - | - | - | - | - | - |
| ---- | ---- | - | - | - | - | - | - | - |
| 290  | 270  | - | - | - | - | - | - | - |

## Économie
- Agriculture.
- Boucherie charcuterie.
- Salon de coiffure.
- Restauration, bar.
- Imprimerie.
- Gîtes.
- Chambres d'hôtes.
- Dépôt de pain.

## Lieux et monuments
- Relais de poste (ancien) du XVIIe siècle.
- École (ancienne) de 1877.
- Presbytère (ancien) des XVe et XVIe siècles, rue Principale.
- Église Saint-Mamert-et-de-la-Vierge, des XIe et XVIe siècles, renfermant un haut-relief intitulé la Mort de la Vierge, du XVIe siècle, classé monument historique au titre d'objet en 1908[23].
- Prieuré (ancien) de Guémançais.
- Motte castrale au lieu-dit la Poudrière.
- Gare tramway "La détourbe" : bifurcation entre 2 sections du Tramway Sarthois : La Détourbe - Saint-Georges-du-Rosay - La Ferté-Bernard (16 km) et la section Bonnétable - La Détourbe - Mamers (26 km). Mise en service en 1898, et fermeture au service voyageurs et marchandises en 1947.

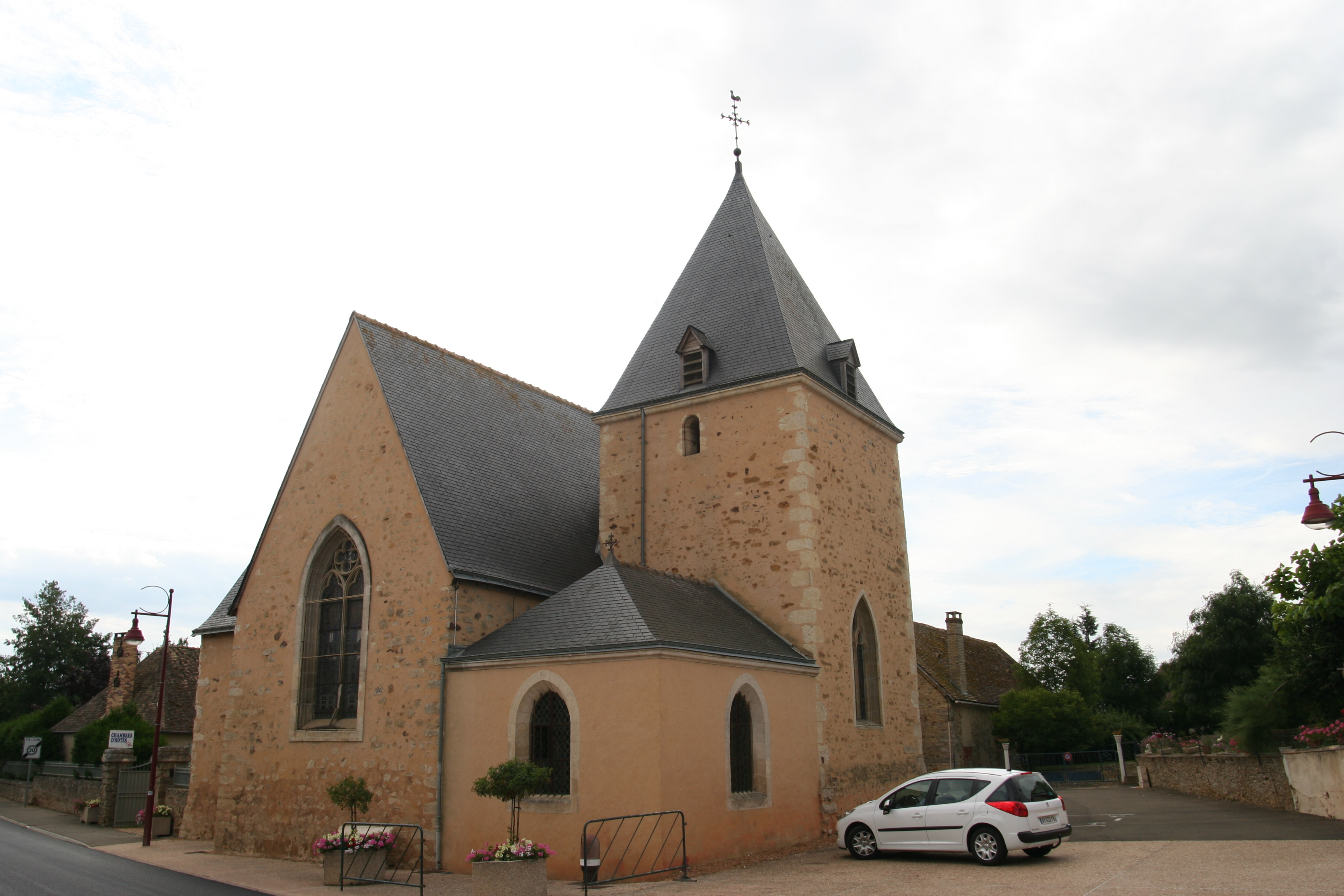
L'église Saint-Mamert et Notre-Dame.
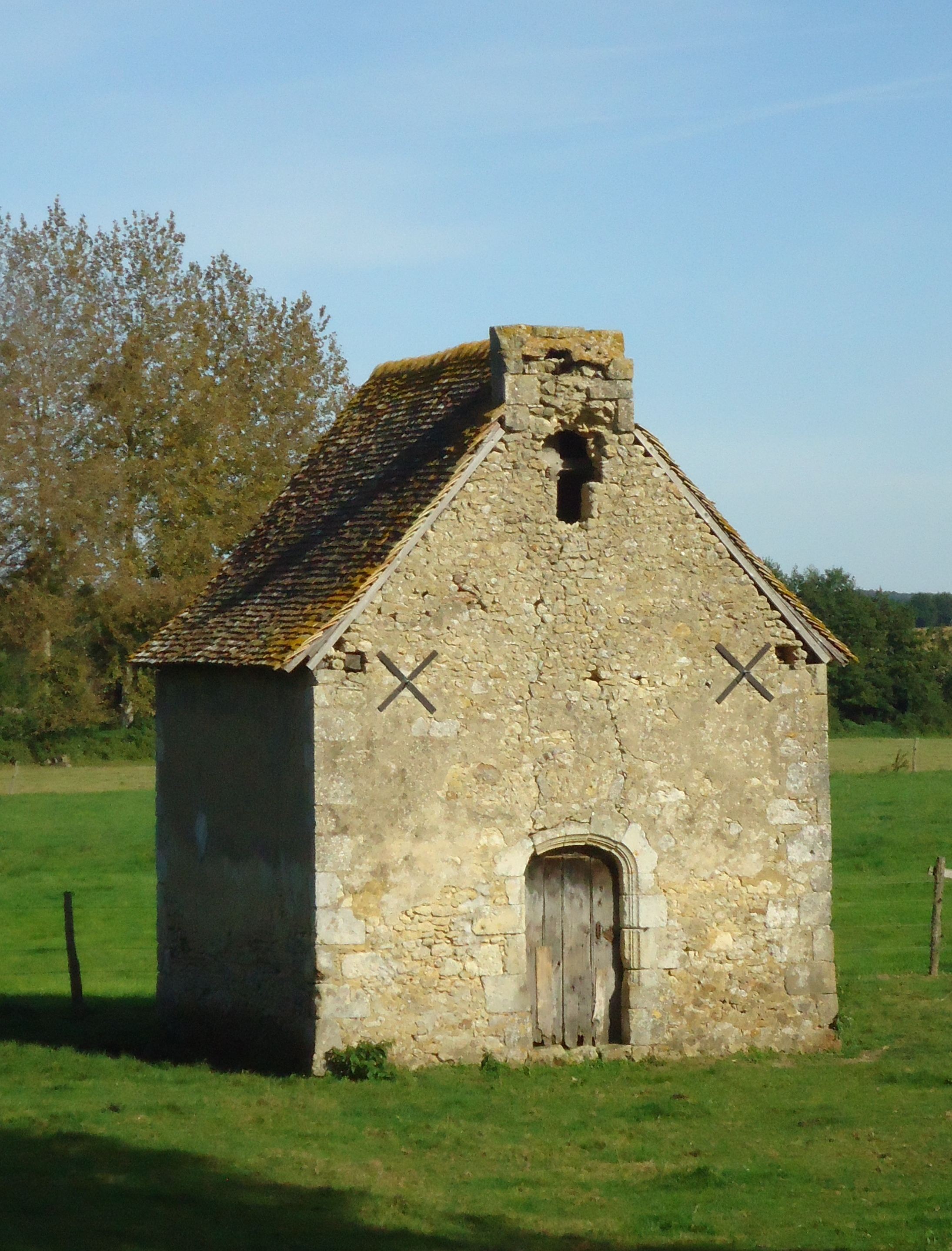
La chapelle du prieuré (ancien) de Guémançais.

## Activité et manifestations
- Le premier dimanche de mars : banquet des laboureurs
- 8 mai : vide-greniers.
- 15 août : fête du village.
- Le 2e week-end d'octobre : concours de pétanque.